# Attica Occidentale
L'unità periferica dell'Attica Occidentale (in greco Περιφερειακή ενότητα Δυτικής Αττικής?) è una delle suddivisioni amministrative di secondo livello della Grecia create in seguito alla riforma amministrativa detta Programma Callicrate.
Il suo territorio comprende la parte occidentale dell'area urbana di Atene e la periferia occidentale della città.

## Prefettura
Fino al 2011 Attica Occidentale era il nome di una delle prefetture greche. I precedenti comuni, in seguito alla riforma, sono stati riorganizzati nella maniera sottoesposta.
| Nuovo comune    | Comune precedente | Sede        |
| --------------- | ----------------- | ----------- |
| Aspropyrgos     | Aspropyrgos       | Aspropyrgos |
| Elefsina        | Elefsina          | Elefsina    |
| Elefsina        | Magoula           | Elefsina    |
| Fyli            | Fyli              | Ano Liosia  |
| Fyli            | Ano Liosia        | Ano Liosia  |
| Fyli            | Zefyri            | Ano Liosia  |
| Mandra-Eidyllia | Mandra            | Mandra      |
| Mandra-Eidyllia | Erythres          | Mandra      |
| Mandra-Eidyllia | Oinoi             | Mandra      |
| Mandra-Eidyllia | Vilia             | Mandra      |
| Megara          | Megara            | Megara      |
| Megara          | Nea Peramos       | Megara      |

## Geografia antropica

### Suddivisioni amministrative
Dal 1997, con l'attuazione della riforma Kapodistrias, la prefettura dell'Attica Occidentale è suddivisa in 10 comuni e 2 comunità.
| comune      | codice YPES | capoluogo (se diverso) | codice postale | prefisso tel. |
| ----------- | ----------- | ---------------------- | -------------- | ------------- |
| Ano Liosia  | 1101        |                        |                |               |
| Aspropyrgos | 1102        |                        |                |               |
| Eleusi      | 1104        |                        |                |               |
| Erythres    | 1105        |                        |                |               |
| Fyli        | 1112        |                        |                |               |
| Mandra      | 1108        |                        |                |               |
| Megara      | 1109        |                        |                |               |
| Nea Peramos | 1110        |                        |                |               |
| Vilia       | 1103        |                        |                |               |
| Zefyri      | 1106        |                        |                |               |
| comunità    | codice YPES | capoluogo (se diverso) | codice postale | prefisso tel. |
| Magoula     | 1107        |                        |                |               |
| Oinoi       | 1111        |                        |                |               |